# Minuartia cumberlandensis
Minuartia cumberlandensis là loài thực vật có hoa thuộc họ Cẩm chướng. Loài này được (Wofford & Kral) McNeill mô tả khoa học đầu tiên năm 1980.